# Fuertes (película)
Fuertes es una película boliviana de 2019 dirigida y escrita por Óscar Salazar Crespo y Franco Traverso. Protagonizada por Christian Martínez, Reynaldo Pacheco, Claudia Arce y Rodrigo Patino, está ambientada en la década de 1930 durante la Guerra del Chaco entre Bolivia y Paraguay. En septiembre de 2019, el filme fue nominado en la categoría de mejor película en el Festival de Cine de Barcelona y participó en la Competencia Internacional de Largometrajes de Ficción en el Festival Internacional de Cine de las Alturas en Argentina.

## Sinopsis
Durante la Guerra del Chaco que enfrentó a los países de Bolivia y Paraguay entre 1932 y 1935, los miembros del plantel de fútbol profesional The Strongest decidieron dejar su vida en la batalla. La película recrea el enfrentamiento armado conocido como La Batalla de La Cañada, donde estos deportistas profesionales abandonaron su profesión para luchar por la soberanía de su nación.

## Reparto principal
- Christian Vásquez es Eduardo 'Chato' Reyes Ortiz
- Christian Martinez es Mariano Velasco
- Reynaldo Pacheco es Nimbles
- Claudia Arce Lemaitre es Matilde
- Fernando Arze es José Bullaín
- Luigi Antezana es Víctor Zalles
- Rodrigo Patino es Vicente Velasco
- Maria Teresa Dal Pero es Renata Velasco
- Paloma Delaine es Mamá de Matilde
- Pedro Grossman es Attilio Di Carlo
- Raúl 'Pitín' Gómez es Héctor

Fuente: